# 1889 v loďstvech
Tento článek obsahuje významné události v oblasti loďstev v roce 1889.

## Lodě vstoupivší do služby
- 23. dubna –  USS Yorktown (PG-1) – dělový člun třídy Yorktown
- 29. května –  Česma – bitevní loď třídy Jekatěrina II.
- 21. srpna –  Francesco Morosini – bitevní loď třídy Ruggiero di Lauria
- 16. listopadu –  Takao – nechráněný křižník (samostatná jednotka)
- 26. prosince –  USS Charleston (C-2) – chráněný křižník (samostatná jednotka)
- Jekatěrina II. – bitevní loď třídy Jekatěrina II.
- Sinop – bitevní loď třídy Jekatěrina II.